# 16900 Lozère
16900 Lozère è un asteroide della fascia principale. Scoperto nel 1998, presenta un'orbita caratterizzata da un semiasse maggiore pari a 3,0390516 UA e da un'eccentricità di 0,1113691, inclinata di 2,48354° rispetto all'eclittica.